# Recilia tareni
Recilia tareni är en insektsart som beskrevs av Dash och Chandrasekhara A. Viraktamath 1995. Recilia tareni ingår i släktet Recilia och familjen dvärgstritar. Inga underarter finns listade i Catalogue of Life.